# Bidvest Wits FC
Bidvest Wits University Football Club – klub piłkarski z siedzibą w Johannesburgu. Został założony w 1921 roku.

## Historia
Klub Bidvest Wits został założony w 1921 roku przez studentów uniwersytetu University of the Witwatersrand w Johannesburgu. Przez długi czas klub grał w niższych ligach, aż w 1975 roku awansował do Premier Soccer League. W tym okresie klub wypromował i sprzedał takich piłkarzy jak: Gary Bailey (do Manchesteru United) i Richard Gough (do Dundee United).
W 1978 roku klub zdobył pierwsze trofeum – Puchar Mainstaya, pokonując w finale Kaizer Chiefs.
W latach 90. klub zdobył dwa trofea: MTN 8 i Puchar Coca-Cola, oba pod wodzą Johna Lathana. W sezonie 1999/00 Wits zajęło 6. miejsce w PSL, a królem strzelców został gracz University Sam Magalefa. Następnie po zajęciu dopiero 13. miejsca w lidze w następnym sezonie pracę utracił Jim Bone. Jego następcą został Roger De Sá i doprowadził Wits do 7. miejsca w lidze. Przez kolejne dwa sezony Bidvest było czołowym klubem ekstraklasy i zajmowało 3. i 4. miejsce. Jednak w sezonie 2004/05 klub w 30 meczach zdobył zaledwie 24 bramki i spadł do Mvela Golden League. Stanowisko trenera objął Boebie Solomons i mimo awansu, a następnie utrzymania Wits w Castle Premiership, został zastąpiony ponownie przez Rogera De Sá, którego asystentem został Eric Tinkler.

## Trofea
- Mistrzowie Mvela Golden League: 2005/2006
- Zwycięzcy Pucharu Coca-Cola: 1995
- Zwycięzcy Puchary JPS: 1985
- Zwycięzcy Pucharu BP Top 8: 1984, 1985
- Zwycięzcy Pucharu Mainstaya: 1978

## Klubowe rekordy
- Najwięcej występów: Peter Gordon 415
- Najwięcej goli: Peter Gordon 55
- Najwięcej goli w sezonie: Frank McGrallis 29 (1985)
- Najwięcej meczów w sezonie: Andy Geddes 46 (1985)

## Miejsca w Premier Soccer League
- 2007/2008 – 12. miejsce
- 2006/2007 – 13. miejsce
- 2004/2005 – 16. miejsce
- 2003/2004 – 4. miejsce
- 2002/2003 – 3. miejsce
- 2001/2002 – 7. miejsce
- 2000/2001 – 13. miejsce
- 1999/2000 – 6. miejsce
- 1998/1999 – 11. miejsce
- 1997/1998 – 8. miejsce
- 1996/1997 – 12. miejsce